# Desmia odontoplaga
Desmia odontoplaga là một loài bướm đêm trong họ Crambidae.